# Лепешев, Анатолий Александрович
Анатолий Александрович Лепешев (6 сентября 1947 — 11 февраля 2020) — российский учёный и педагог, специалист в области физики твердого тела и космического материаловедения. Доктор технических наук (1994), профессор (1995). Руководитель Научно-образовательного центра (кафедры) ЮНЕСКО «Новые материалы и технологии» Сибирского федерального университета. Лауреат Премии Правительства Российской Федерации (2004).

## Биография
Родился в Красноярске 6 сентября 1947 г.
Окончил физический факультет Красноярского государственного университета (1970) и аспирантуру Института физики СО РАН (1973).
С 1973 г. младший научный сотрудник Института физики. В 1975 г. защитил кандидатскую диссертацию:
- Диффузионное магнитное последействие в магнетите : диссертация … кандидата физико-математических наук : 01.04.07. — Красноярск, 1974. — 111 с. : ил.

С 1975 г. в Сибирском государственном университете науки и технологий (СибГУ им. М.Ф. Решетнёва): ассистент (1975), доцент (1978), профессор (1990), декан Аэрокосмического факультета (1996), проректор по научной работе (1997).
В 1990 г. организовал и возглавил кафедру технической физики (руководил ею до 2004 г.). Заведующий лабораторией аморфных монокристаллических материалов.
В 1994 г. защитил докторскую диссертацию «Плазменное напыление, структура и магнитные свойства массивных аморфных материалов на основе соединений переходных металлов».
В 1995 г. присвоено ученое звание профессора по кафедре технической физики.
С 1998 г. руководитель Комитета по науке и высшему образованию Администрации Красноярского края.
С 2005 г. заместитель директора департамента Министерства регионального развития РФ.
С 2006 г. руководитель Научно-образовательного центра ЮНЕСКО «Новые материалы и технологии» Сибирского федерального университета.
Основные научные исследования — разработка новых материалов с регулируемой аморфной, нанокристаллической и квазикристаллической структурой и создание на их основе экранирующих, поглощающих и других функциональных покрытий, повышающих надежность и срок активного существования прецизионных систем.
Основатель научной школы «Плазменные технологии в материаловедении».
Лауреат Премии Правительства Российской Федерации (2004) — за научно-практическую разработку для образовательных учреждений высшего профессионального образования «Проблемы сотрудничества высшей школы и регионов в области науки и образования».
Почётный работник высшего профессионального образования РФ (2003).
Опубликовал более 300 научных работ. Получил 30 авторских свидетельств и патентов, большинство из которых нашло практическое применение. 
Умер 11 февраля 2020 года.

## Сочинения
- Магнитные свойства и структура массивных аморфных покрытий на основе Со, полученных плазменным напылением / А. А. Лепешев, В. Н. Саунин, Е. А. Денисова. — Красноярск : ИФ, 1993. — 38 с. — (Препринт. АН России, Сиб. отд-ние, Ин-т физики им. Л. В. Киренского; N 746Ф).
- Нанодисперсные материалы плазмохимического синтеза : учеб. пос. : в 2 т. / А. А. Лепешев, А. В. Ушаков, И. В. Карпов; Минобрнауки РФ, Сибирский федеральный ун-т. — Красноярск : СФУ, 2011.
- Плазменное напыление аморфных и нанокристаллических материалов : монография / А. А. Лепешев ; Минобрнауки РФ, Сибирский федеральный ун-т, СО РАН, Красноярский науч. центр. — Красноярск : СФУ, 2013. — 223 с.; ISBN 978-5-7638-2803-0
- Плазмохимический синтез нанодисперсных порошков и полимерных нанокомпозитов : монография / А. А. Лепешев, А. В. Ушаков, И. В. Карпов; Минобрнауки РФ, Сибирский федеральный ун-т, НОЦ (каф.) «Новые материалы и технологии», СО РАН, Красноярский науч. центр. — Красноярск : СФУ, 2012. — 327 с.; ISBN 978-5-7638-2502-2
- Нанодисперсные материалы плазмохимического синтеза : учеб. пос. : в 2 т. / А. А. Лепешев, А. В. Ушаков, И. В. Карпов; Минобрнауки РФ, Сибирский федеральный ун-т. — Красноярск : СФУ, 2011. Т. 1: Получение и физико-химические свойства. — 2011. — 354 с.; ISBN 978-5-7638-2137-6
- Структура и магнитные свойства ферритов, полученных плазменным распылением / А. А. Лепешев. — Красноярск : Ин-т физики им. Л. В. Киренского СО РАН, 1992. — 60 с. — (Препринт / СО РАН, Институт физики им. Л. В. Киренского; № 721).